# Calicotome
Calicotome (лат.) — род растений подсемейства мотыльковых (Faboideae) семейства бобовых (Fabaceae). Выделяют около 4 видов.

## Ботаническое описание

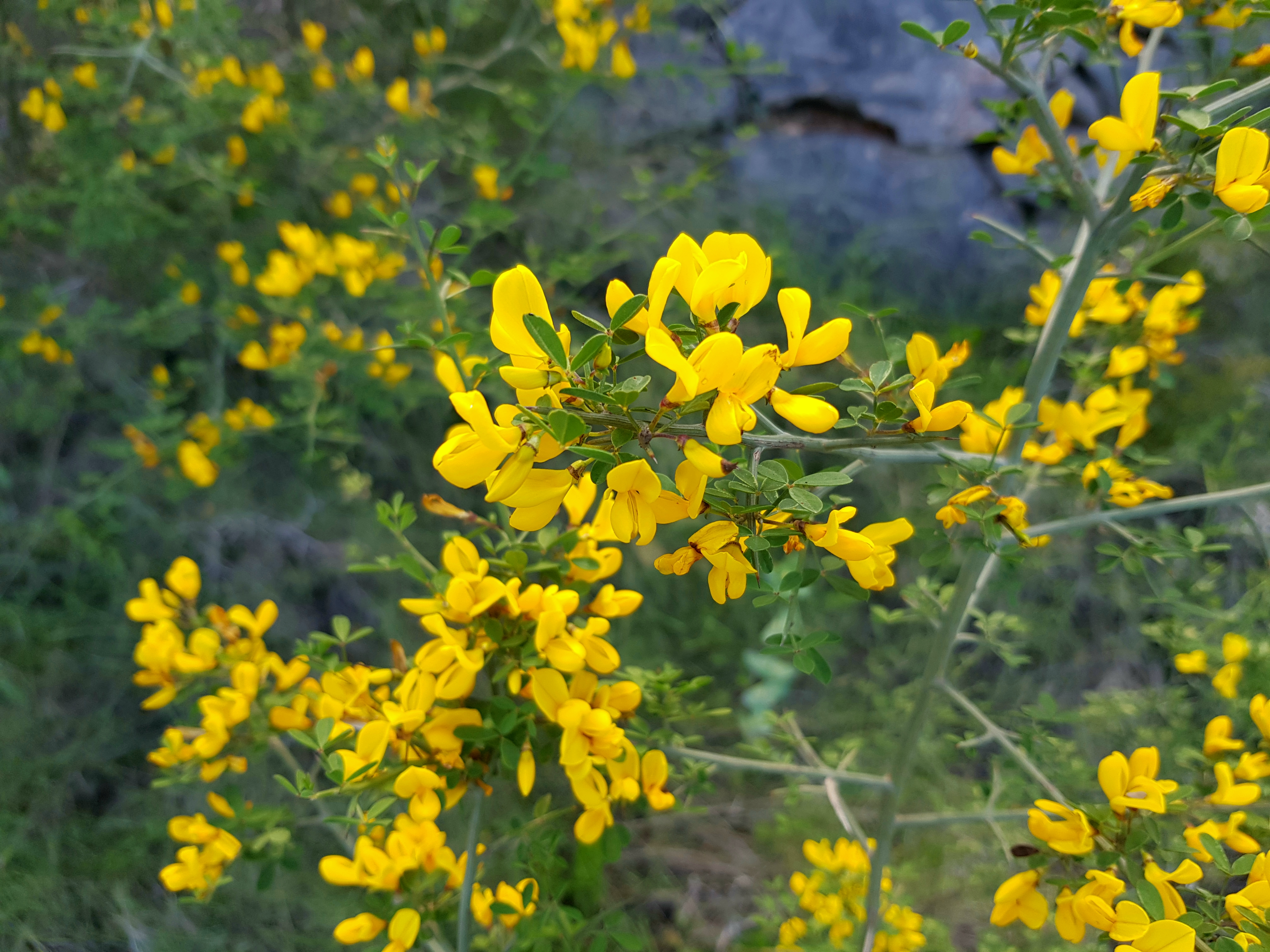
Calicotome spinosa

Виды рода Calicotome представляют собой колючие и сильно разветвлённые кустарники. Листья очерёдные разделены на черешки и листовые пластинки. Листовая пластинка триждыперистораздельная. Очерёдные боковые ветви на стебле прямые.
Цветки одиночные в пазухах листьев, в зонтиковидных или рахитичных соцветиях. Прицветники отсутствуют.
Гермафродитные цветки зигоморфные, пятилепестковые с двойным околоцветником. Пять чашелистиков трубчатые, а пять зубцов чашечки короткие. При развитии цветка передняя часть чашечки отделяется, и остается чашевидный остаток; отсюда родовое название Calicotome — «разделитель чашечки». Пять жёлтых лепестков расположены вместе, венчик мотылькового типа.
Плоды — бобы, узко вытянуты, их швы несколько утолщены.

## Систематика и распространение
Представители рода Calicotome распространены в основном в Средиземноморском регионе. Произрастают в основном в маквисе и подобной кустарниковой растительности.
Род Calicotome был научно описан в 1808 году Генрихом Фридрихом Линком в Journal für die Botanik.
Некоторые авторы относят виды рода Calicotome к роду Cytisus.
Выделяют около четырёх видов и ряд подвидов:
- Calicotome infesta (C.Presl) Guss. — выделяют около двух подвидов:
  - Calicotome infesta subsp. infesta — встречается на юге Италии, Сицилии в Хорватии и Албании.
  - Calicotome infesta subsp. intermedia (C.Presl) Greuter —  встречается в Алжире, Ливии, Марокко, Тунисе и Испании.

- Calicotome rigida (Viv.) Maire & Weiller — встречается только в Ливии.

- Calicotome spinosa (L.) Link — Каликотома колючая: выделяют около двух подвидов:
  - Calicotome spinosa subsp. ligustica Burnat — встречается только в Италии.
  - Calicotome spinosa subsp. spinosa — встречается в Алжире, Испании, на Балеарских островах, Корсике, Франции, Италии, Сардинии и Сицилии.

- Calicotome villosa (Poir.) Link — Каликотома мохнатая — встречается в Средиземноморском регионе от Марокко, Испании и Португалии до Ближнего Востока.

Интродуцирован в Австралии и Новой Зеландии.